# 河合じゅんじ
河合 じゅんじ（かわい じゅんじ、本名：河合淳二、1959年7月17日 - ）は、日本の漫画家。愛知県出身。愛知教育大学教育学部美術科卒業。作品の多くはプロスポーツを題材としたギャグ漫画である。2児の父。

## 経歴
高校3年の時、集英社の『月刊少年ジャンプ』に載った『バスパニックてんてこまい』でデビュー。大学卒業後に東京へ上京し、石坂啓・堀田あきお夫妻（当時）のアシスタントを務めながら執筆活動を続け、1984年に『ざしきわらしだよっ!』で第7回藤子不二雄賞（現・小学館新人コミック大賞児童部門）を受賞。
プロ野球ネタの漫画が多く、1987年から2005年にかけて『月刊コロコロコミック』で20年近くに渡り連載をしていた（作品は『かっとばせ!キヨハラくん』→『ゴーゴー!ゴジラッ!!マツイくん』→『モリモリッ!ばんちょー!!キヨハラくん』）。『週刊ベースボール』でも、1コマ漫画を掲載した事もある。児童向け漫画を中心に執筆しているが、青年向け漫画も何本か執筆している（青年向け漫画ではスポーツネタの作品がほとんど）。また、青年向け漫画と児童向け漫画とではタッチを変えている（長嶋一茂や清原和博のように、顔立ちが変わっている人物が存在する）。
2009年、『キヨハラくん』シリーズ（『コロコロ』連載作品）以来の連載プロ野球ギャグ漫画として『BUBKA』同年5月号より『激空間!!プロ野球祭り』を連載開始。従来の青年・一般誌では、選手名・球団名は実名（『コロコロ』連載作品でも選手名は基本的に実名）で通してきたが、本作では『コロコロ』連載作品に準じた変名を使用している（例：東北楽天ゴールデンイーグルス→東北楽ちんイークルス、北海道日本ハムファイターズ→北海道日本ヒャムファイタンズ（『コロコロ』作品では、日ハムファイタンズ→北海道日ハムファイタンズ））。
中日ドラゴンズの大ファンであり、「特に種田仁の目が好き」という旨の一言が『ベロベロベースボール』第1巻のカバー内プロフィールに掲載されている。また、種田を主人公とした『笑ってよ!!タネダくん』という作品を連載したことがある。
またコミックスにて、「タツナミくんが描きたかった」とも発言している。
その野球漫画での功績が認められ、『週刊ベースボール』2012年4月16日号よりイラスト付きの連載コラム「私情の空論」の連載を開始、野球選手の特徴を捉えた独自のタッチは今でも健在である。
2014年に創刊されたコロコロアニキからキヨハラくんが再び連載され、年数や選手たち（所属チームや守備位置も含む）も時代に合わせてある。また、これまでは選手たちの名前は現実の名前をカタカナ表記にしただけだったが、今回では少しひねって違う名前になっている。ただしキヨハラ・クワタ・マツイは例外であり、これまで通りカタカナ表記にしただけである。
2016年3月、主人公のモデルとなった清原和博が覚醒剤取締法違反で逮捕されたため4号で打ち切り。5号は新作漫画『いつかのホームラン』が掲載され、6号から2021年春号まではキヨハラくんに代わり、マツイくんが再び連載された。

## 作品リスト

### 小学館
- 本能市民てつ（作・佐藤克之）（ヤングサンデー掲載）
- めちゃくちゃキッズ（別冊コロコロコミック掲載）
- 迷けいさつ犬バーナー（月刊コロコロコミック連載）
- かっとばせ!キヨハラくん（月刊コロコロコミック、コロコロアニキ連載）
- やったぜ!クワタくん（月刊コロコロコミック連載）
- つっぱれ!タカハナダくん（読み切り、月刊コロコロコミック掲載）
  - 大相撲力士・貴花田を主人公としたギャグ漫画。
- ゴーゴー!ゴジラッ!!マツイくん（月刊コロコロコミック、コロコロアニキ連載）
- モリモリッ!ばんちょー!!キヨハラくん（月刊コロコロコミック連載）
- どーぶつのはなし。（読み切り、月刊コロコロコミック掲載）
- とるしえだっ!（読み切り、月刊コロコロコミック掲載）
  - 1999年に掲載。サッカー日本代表監督フィリップ・トルシエをモデルとしたとるしえ監督を主人公としたギャグ漫画。
- かがやく!ハンカチ!王子くん（別冊コロコロコミック掲載）
  - 「ハンカチ王子」こと斎藤佑樹をモデルとした反加地王子（はんかちおうじ）を主人公としたギャグ漫画。
- どうぶつのはなし（コロコロイチバン!連載）
- 最強古代王者決定ギャグ オレたち恐竜キング（コロコロイチバン!連載）
- 全力ど根性!魂太郎!!（小学二年生連載）
- やまちゃんのおはスタギャグTV（小学一年生・小学三年生連載）
- いつかのホームラン（読み切り、コロコロアニキ掲載）
- かっとばせ!テルアキくん（読み切り、阪神タイガースオフィシャル優勝記念本掲載）

### その他
- ベロベロベースボール（月刊まんがパロ野球ニュース（竹書房）連載）
- いけいけ!!スワローズ（まんがスポーツ（芳文社）連載）
- 笑ってよ!!タネダくん（月刊まんがパロ野球ニュース連載）
- フリフリ!イチローくん（月刊まんがパロ野球ニュース連載）
- レッズゴー!オノくん（月刊まんがパロ野球ニュース連載）
  - 1998年〜1999年に連載。プロサッカー選手小野伸二（当時浦和レッズ所属）を主人公とした4コマギャグ漫画。
- WBCだよ！たなかマーくん
  - 2013年発売のEX大衆プロ野球スペシャルに読み切り掲載
- 激空間!!プロ野球祭り（BUBKA連載）
  - 毎回のページ数は三ページであり、2009年5月号から2010年1月号までの連載。
- 私情の空論（週刊ベースボール連載）
  - 毎週、現役選手及びＯＢの名場面のイラストと、それに関する解説を１ページで掲載。
- 333（トリプルスリー）だぜ！ヤマダくんとヤナギタくん（秋田書店「月刊チャンピオン」2016年2月号）[5]